# Hambletonian Stakes
Les Hambletonian Stakes sont une course hippique de trot attelé se déroulant aux États-Unis sur l'hippodrome de Meadowlands (depuis 1981) dans le New Jersey, au début du mois d'août. Créée en 1926, c'est la plus grande course de trotteurs aux États-Unis et l'une des plus importantes au monde avec le Prix d'Amérique en France et l'Elitloppet en Suède.
La course rend hommage à Hambletonian 10, l'étalon fondateur de la race standardbred au XIXe siècle. Réservée aux 3 ans, hongres, mâles et femelles (qui s'y alignent rarement, puisqu'elles disposent d'une course qui leur est seules réservée, les Hambletonian Oaks), elle est disputée sur la distance du mile (1 609 mètres), en deux temps, au cours de la même journée : deux batteries qualificatives (chacune dotée de 100 000 $, puis une finale (dotée de 1 050 000 $) réunissant les quatre premiers de chaque batterie. Le record de l'épreuve, 1'08"4, est détenu par Nordic Catcher. Quinze pouliches ont remporté la course: Iosola's Worthy (1927), Hanover's Bertha (1930), The Marchioness (1932), Mary Reynold's (1933), Rosalind (1936), Shirley Hanover (1937), Yankee Maid (1944), Miss Tilly (1949), Helicopter (1953), Emily's Pride (1958), Kerry Way (1966),  Duenna (1983), Continentalvictory (1996), Atlanta (2018) et Ramona Hill (2020).

## Palmarès
| Année | Vainqueur          | Sexe | Pays       | Père             | Driver            | Réd.km    |
| ----- | ------------------ | ---- | ---------- | ---------------- | ----------------- | --------- |
| 2025  | Nordic Catcher     | M.   | États-Unis | Six Pack         | Åke Svanstedt     | 1'08"4    |
| 2024  | Karl               | M.   | États-Unis | Tactical Landing | Yannick Gingras   | 1'09"4    |
| 2023  | Tactical Approach  | M.   | États-Unis | Tactical Landing | Scott Zeron       | 1'08"7    |
| 2022  | Cool Papa Bell     | H.   | États-Unis | Chapter Seven    | Todd McCarthy     | 1'09"2    |
| 2021  | Captain Corey      | M.   | États-Unis | Googoo Gaagaa    | Åke Svanstedt     | 1'09"     |
| 2020  | Ramona Hill        | F.   | États-Unis | Muscle Hill      | Andrew Mc Carthy  | 1'08"5    |
| 2019  | Forbidden Trade    | M.   | États-Unis | Kadabra          | Bob McClure       | 1'09"     |
| 2018  | Atlanta            | F.   | États-Unis | Chapter Seven    | Scott Zeron       | 1'08"9    |
| 2017  | Perfect Spirit     | M.   | États-Unis | Andover Hall     | Åke Svanstedt     | 1'10"     |
| 2016  | Marion Marauder    | M.   | États-Unis | Muscle Hill      | Scott Zeron       | 1'09"2    |
| 2015  | Pinkman            | H.   | États-Unis | Explosive Matter | Brian Sears       | 1'09"     |
| 2014  | Trixton            | M.   | États-Unis | Muscle Hill      | Jimmy Takter      | 1'08"7    |
| 2013  | Royalty For Life   | M.   | États-Unis | RC Royalty       | Brian Sears       | 1'09"7    |
| 2012  | Market Share       | M.   | États-Unis | Revenue          | Tim Tetrick       | 1'09"7    |
| 2011  | Broad Bahn         | M.   | États-Unis | Broadway Hall    | George Brennan    | 1'10"2    |
| 2010  | Muscle Massive     | M.   | États-Unis | Muscles Yankee   | Ron Pierce        | 1'09"     |
| 2009  | Muscle Hill        | M.   | États-Unis | Muscles Yankee   | Brian Sears       | 1'08"5    |
| 2008  | Deweycheatumnhowe  | M.   | États-Unis | Muscles Yankee   | Ray Schnittker    | 1'09"6    |
| 2007  | Donato Hanover     | M.   | États-Unis | Andover Hall     | Ron Pierce        | 1'10"4    |
| 2006  | Glidemaster        | M.   | États-Unis | Yankee Glide     | John Campbell     | 1'09"1    |
| 2005  | Vivid Photo        | H.   | États-Unis | SJ's Photo       | Roger Hammer      | 1'10"     |
| 2004  | Windsong's Legacy  | M.   | États-Unis | Conway Hall      | Trond Smedshammer | 1'11"     |
| 2003  | Amigo Hall         | M.   | États-Unis | Balanced Image   | Mike LaChance     | 1'10"9    |
| 2002  | Chip Chip Hooray   | M.   | États-Unis | Pine Chip        | Eric Ledford      | 1'10"6    |
| 2001  | Scarlet Knight     | M.   | Suède      | Pine Chip        | Stefan Melander   | 1'10"7    |
| 2000  | Yankee Paco        | M.   | États-Unis | Balanced Image   | Trevor Ritchie    | 1'10"5    |
| 1999  | Self Possessed     | M.   | États-Unis | Victory Dream    | Mike LaChance     | 1'09"4    |
| 1998  | Muscles Yankee     | M.   | États-Unis | Valley Victory   | John Campbell     | 1'09"9    |
| 1997  | Malabar Man        | M.   | États-Unis | Supergill        | Mal Burroughs     | 1'11"5    |
| 1996  | Continentalvictory | F.   | États-Unis | Valley Victory   | Mike LaChance     | 1'10"1    |
| 1995  | Tagliabue          | M.   | États-Unis | Super Bowl       | John Campbell     | 1'11"3    |
| 1994  | Victory Dream      | M.   | États-Unis | Valley Victory   | Mike LaChance     | 1'11"     |
| 1993  | American Winner    | M.   | États-Unis | Super Bowl       | Ron Pierce        | 1'10"4    |
| 1992  | Alf Palema         | M.   | États-Unis | Speedy Somolli   | Mickey McNichol   | 1'12"3    |
| 1991  | Giant Victory      | M.   | États-Unis | Super Bowl       | Jack Moiseyev     | 1'11"3    |
| 1990  | Harmonious         | M.   | États-Unis | Crowning Point   | John Campbell     | 1'11"     |
| 1989  | Park Avenue Joe    | M.   | États-Unis | Speedy Somolli   | Ron Waples        | 1'11"2    |
| 1989  | Probe              | M.   | États-Unis | Super Bowl       | William Fahy      | Dead heat |
| 1988  | Armbro Goal        | M.   | États-Unis | Speedy Crown     | John Campbell     | 1'11"2    |
| 1987  | Mack Lobell        | M.   | États-Unis | Mystic Park      | John Campbell     | 1'10"6    |
| 1986  | Nuclear Kosmos     | M.   | États-Unis | Speedy Somolli   | Ulf Thoresen      | 1'11"7    |
| 1985  | Prakas             | M.   | États-Unis | Speedy Crown     | Bill O'Donnell    | 1'11"2    |
| 1984  | Historic Freight   | M.   | États-Unis | ABC Freight      | Ben Webster       | 1'12"3    |
| 1983  | Duenna             | F.   | États-Unis | Green Speed      | Stanley Dancer    | 1'13"     |
| 1982  | Speed Bowl         | M.   | États-Unis | Super Bowl       | Tommy Haughton    | 1'12"6    |
| 1981  | Shiaway St. Pat    | M.   | États-Unis | Tarport Devlin   | Ray Remmen        | 1'15"5    |
| 1980  | Burgomeister       | M.   | États-Unis | Speedy Count     | Billy Haughton    | 1'12"5    |
| 1979  | Legend Hanover     | M.   | États-Unis | Super Bowl       | George Sholty     | 1'12"2    |
| 1978  | Speedy Somolli     | M.   | États-Unis | Speedy Crown     | Howard Beissinger | 1'11"5    |
| 1977  | Green Speed        | M.   | États-Unis | Speedy Rodney    | Billy Haughton    | 1'11"8    |
| 1976  | Steve Lobell       | M.   | États-Unis | Speedy Count     | Billy Haughton    | 1'12"3    |
| 1975  | Bonefish           | M.   | États-Unis | Nevele Pride     | Stanley Dancer    | 1'14"     |
| 1974  | Christopher T.     | M.   | États-Unis | Ayres            | Billy Haughton    | 1'13"7    |
| 1973  | Flirth             | H.   | États-Unis | Florican         | Ralph Baldwin     | 1'12"8    |
| 1972  | Super Bowl         | M.   | États-Unis | Star's Pride     | Stanley Dancer    | 1'12"3    |
| 1971  | Speedy Crown       | M.   | États-Unis | Speedy Scot      | Howard Beissinger | 1'13"     |
| 1970  | Timothy T.         | M.   | États-Unis | Ayres            | John Simpson Jr.  | 1'13"6    |
| 1969  | Lindy's Pride      | M.   | États-Unis | Star's Pride     | Howard Beissinger | 1'13"1    |
| 1968  | Nevele Pride       | M.   | États-Unis | Star's Pride     | Stanley Dancer    | 1'14"2    |
| 1967  | Speedy Streak      | M.   | États-Unis | Speedster        | Del Cameron       | 1'14"6    |
| 1966  | Kerry Way          | F.   | États-Unis | Star's Pride     | Frank Ervin       | 1'13"8    |
| 1965  | Egyptian Candor    | M.   | États-Unis | Star's Pride     | Del Cameron       | 1'16"9    |
| 1964  | Ayres              | M.   | États-Unis | Star's Pride     | John Simpson Sr.  | 1'12"6    |
| 1963  | Speedy Scott       | M.   | États-Unis | Speedster        | Ralph Baldwin     | 1'13"1    |
| 1962  | A. C.'s Viking     | M.   | États-Unis | Hoot Moon        | Sanders Russell   | 1'14"3    |
| 1961  | Harlan Dean        | M.   | États-Unis | Harlan           | James Arthur      | 1'13"6    |
| 1960  | Blaze Hanover      | M.   | États-Unis | Hoot Moon        | Joe O'Brien       | 1'14"3    |
| 1959  | Diller Hanover     | M.   | États-Unis | Star's Pride     | Frank Ervin       | 1'15"3    |
| 1958  | Emily's Pride      | F.   | États-Unis | Star's Pride     | Flave Nipe        | 1'14"5    |
| 1957  | Hickory Smoke      | M.   | États-Unis | Titan Hanover    | John Simpson Sr.  | 1'14"7    |
| 1956  | The Intruder       | M.   | États-Unis | Scotland         | Ned Bower         | 1'15"5    |
| 1955  | Scott Frost        | M.   | États-Unis | Hoot Moon        | Joe O'Brien       | 1'15"     |
| 1954  | Newport Dream      | M.   | États-Unis | Axomite          | Del Cameron       | 1'16"3    |
| 1953  | Helicopter         | F.   | États-Unis | Hoot Moon        | Harry Harvey      | 1'15"7    |
| 1952  | Sharp Note         | M.   | États-Unis | Phonograph       | Bion Shively      | 1'16"2    |
| 1951  | Mainliner          | M.   | États-Unis | Worthy Boy       | Guy Crippen       | 1'16"2    |
| 1950  | Lusty Song         | M.   | États-Unis | Volomite         | Del Miller        | 1'15"8    |
| 1949  | Miss Tilly         | F.   | États-Unis | Nibble Hanover   | Fred Egan         | 1'15"5    |
| 1948  | Demon Hanover      | M.   | États-Unis | Dean Hanover     | Harrison Hoyt     | 1'15"8    |
| 1947  | Hoot Mon           | M.   | États-Unis | Scotland         | Sep Palin         | 1'14"6    |
| 1946  | Chestertown        | M.   | États-Unis | Volomite         | Thomas Berry      | 1'16"1    |
| 1945  | Titan Hanover      | M.   | États-Unis | Calumet Chuck    | Harry Pownall Sr. | 1'17"1    |
| 1944  | Yankee Maid        | F.   | États-Unis | Volomite         | Henry Thomas      | 1'17"1    |
| 1943  | Volo Song          | M.   | États-Unis | Volomite         | Ben White         | 1'16"1    |
| 1942  | The Ambassador     | M.   | États-Unis | Scotland         | Ben White         | 1'17"1    |
| 1941  | Bill Gallon        | M.   | États-Unis | Scandy Flash     | Lee Smith         | 1'17"7    |
| 1940  | Spencer Scott      | M.   | États-Unis | Scotland         | Fred Egan         | 1'15"8    |
| 1939  | Peter Astra        | M.   | États-Unis | Peter Volo       | Doc Parshall      | 1'17"2    |
| 1938  | Mc Lin             | M.   | États-Unis | Mr McElwyn       | Henry Thomas      | 1'16"     |
| 1937  | Shirley Hanover    | F.   | États-Unis | Mr McElwyn       | Henry Thomas      | 1'15"5    |
| 1936  | Rosalind           | F.   | États-Unis | Scotland         | Ben White         | 1'15"7    |
| 1935  | Greyhound          | H.   | États-Unis | Guy Abbey        | Sep Palin         | 1'16"     |
| 1934  | Lord Jim           | M.   | États-Unis | Guy Axworthy     | Doc Parshall      | 1'16"3    |
| 1933  | Mary Reynolds      | F.   | États-Unis | Peter The Brewer | Ben White         | 1'16"9    |
| 1932  | The Marchioness    | F.   | États-Unis | Peter Volo       | Will Caton        | 1'15"4    |
| 1931  | Calumet Butler     | M.   | États-Unis | Truax            | R.D. McMahon      | 1'16"6    |
| 1930  | Hanover's Bertha   | F.   | États-Unis | Peter Volo       | Tom Berry         | 1'16"4    |
| 1929  | Walter Dear        | M.   | États-Unis | The Laurell Hall | Walter Cox        | 1'16"3    |
| 1928  | Spencer            | M.   | États-Unis | Lee Tide         | W.H. Lessee       | 1'16"1    |
| 1927  | Iosola's Worthy    | F.   | États-Unis | Guy Axworthy     | Marvin Childs     | 1'16"9    |
| 1926  | Guy McKinney       | M.   | États-Unis | Guy Axworthy     | Nat Ray           | 1'17"5    |